# Roland Dalhäuser
Roland Dalhäuser (* 12. dubna 1958, Birsfelden, Basilej-venkov) je bývalý švýcarský atlet, který v roce 1981 získal zlatou medaili ve skoku do výšky na HME v Grenoble.
V roce 1980 reprezentoval na letních olympijských hrách v Moskvě, kde ve finále obsadil výkonem 224 cm páté místo. O dva roky později skončil sedmý na mistrovství Evropy v Athénách. Zúčastnil se prvého mistrovství světa v atletice v Helsinkách 1983 i následujícího v Římě 1987. Na obou šampionátech však neprošel sítem kvalifikace.

## Osobní rekordy
- hala - (232 cm, 6. března 1982, Milán) - národní rekord
- venku - (231 cm, 7. června 1981, Eberstadt) - národní rekord